# Ostindiefararen Drottningen
Drottningen var ett av Svenska Ostindiska Companiets skepp, byggt på varvet Viken i Göteborg. Hon gjorde två fullständiga resor till Indien och Kina men på tredje utresans första natt strandade hon på Humberön vid Arendal i Norge den 10 januari 1803.

Vraket köptes av skeppsredaren och köpmannen Morten Michael Kallevig som lät bygga Arendals gamla rådhus 1812–1813 och lär ha utsmyckat det med delar av vraket.